# Pottendorfer Linie
| 30,224 |
| 0,000  |

| 30,811 |
| -0,587 |

| 39,114 |
| 39,200 |

| 47,010 |
| 47,100 |

| 30,224 |
| 0,000  |

| 30,811 |
| -0,587 |

| 39,114 |
| 39,200 |

| 47,010 |
| 47,100 |

A Pottendorfer Linie egy vasútvonal  Alsó-Ausztria ipari negyedében. Az Osztrák Szövetségi Vasutak (ÖBB) hálózatához tartozik.

## Története
Az ebben a térségben többször terveztek vasutat  keletre, de soha nem valósultak meg.
Több gyártulajdonos már az 1860-as évek eleje óta tervezett összeköttetést a Raaber (ÁVT) és a Déli Vasút között, melyre 1864. szeptember 30-án adtak engedélyt, és legkésőbb 1868-ban üzembe kellett volna állítani. Tulajdonosok és az érdeklődő befektetők pénzügyi kérdésekben nem értettek egyet, és nem sikerült megszerezni visszamenőlegesen az adómentességet, így az engedélyt visszavonták.
1869. augusztus 23-án újra kiadták az engedélyt egy gőzüzemű vasút kiépítésére. A vonal 1871. szeptember 1-jén nyílt meg Bécs és Grammat-Neusiedl között.

## Fordítás
- Ez a szócikk részben vagy egészben  a   Pottendorfer Linie című német Wikipédia-szócikk fordításán alapul.  Az eredeti cikk szerkesztőit annak laptörténete sorolja fel. Ez a jelzés csupán a megfogalmazás eredetét és a szerzői jogokat jelzi, nem szolgál a cikkben szereplő információk forrásmegjelöléseként.-Az eredeti szócikk forrásai szintén ott találhatóak.